# Liste der Naturdenkmale in Neustadt in Sachsen
Die Liste der Naturdenkmale in Neustadt in Sachsen nennt die Naturdenkmale in Neustadt in Sachsen im sächsischen Landkreis Sächsische Schweiz-Osterzgebirge.

## Definition
„Naturdenkmäler sind rechtsverbindlich festgesetzte Einzelschöpfungen der Natur oder entsprechende Flächen bis zu fünf Hektar, deren besonderer Schutz erforderlich ist
1. aus wissenschaftlichen, naturgeschichtlichen oder landeskundlichen Gründen oder
2. wegen ihrer Seltenheit, Eigenart oder Schönheit.“

„§ 18 – Naturdenkmäler – (zu § 28 BNatSchG)
(1) Die Erklärung nach § 22 Abs. 1 BNatSchG von Teilen von Natur und Landschaft als Naturdenkmal erfolgt durch Rechtsverordnung oder Einzelanordnung.
(2) Über § 28 Abs. 1 BNatSchG hinaus können Naturdenkmäler zur Sicherung von Lebensgemeinschaften oder Lebensstätten von im Bestand gefährdeten oder streng geschützten Arten festgesetzt werden.“

## Liste
Link zu einem Kartenansichtstool, um Koordinaten zu setzen.
| Bild | Bezeichnung                                         | Lage                                                       | Beschreibung              | Datum                                                          | Nummer  |
| ---- | --------------------------------------------------- | ---------------------------------------------------------- | ------------------------- | -------------------------------------------------------------- | ------- |
| BW   | Winterlinde bei der Obermühle in Polenz             | Polenz (51° 1′ 37,1″ N, 14° 11′ 55,9″ O)                   |                           | 2, 5                                                           | ssz 001 |
| BW   | Winterlinde bei Oberottendorf                       | Oberottendorf b.Neustadt (51° 4′ 35,9″ N, 14° 12′ 15,5″ O) |                           | 1, 2, 4, 5                                                     | ssz 044 |
| BW   | Linden-Ahorn-Allee am Ortsausgang Oberottendorf     | Oberottendorf (51° 4′ 42,1″ N, 14° 12′ 18,8″ O)            |                           | 5                                                              | ssz 049 |
| BW   | Lieselstein im Hohwald östlich Berthelsdorf         | Berthelsdorf (51° 2′ 54,6″ N, 14° 17′ 3,3″ O)              | geologisches Naturdenkmal | Beschluss-Nr. 22/90 des Rat des Kreises Sebnitz vom 26.04.1990 | ssz 062 |
| BW   | Nadel im Hohwald östlich Berthelsdorf               | Berthelsdorf (51° 2′ 59,6″ N, 14° 17′ 15,5″ O)             | geologisches Naturdenkmal | Beschluss-Nr. 22/90 des Rat des Kreises Sebnitz vom 26.04.1990 | ssz 063 |
| BW   | Bergrüster am Polenzer Hofeteich                    | Polenz (51° 1′ 49,2″ N, 14° 12′ 9,5″ O)                    |                           | 1, 2, 3, 4, 5                                                  | ssz 072 |
| BW   | Lindenrundteil bei Krumhermsdorf                    | Krumhermsdorf (50° 59′ 52,2″ N, 14° 12′ 18,9″ O)           |                           | 2, 4, 5                                                        | ssz 079 |
| BW   | Lindengruppe an der Cunnersdorfer Straße bei Polenz | Polenz (51° 0′ 58,4″ N, 14° 10′ 16,7″ O)                   |                           | 3, 5                                                           | ssz 090 |
| BW   | Plenterwald am Heimichbach                          | (51° 2′ 33,1″ N, 14° 17′ 12,5″ O)                          |                           |                                                                | SSZ 083 |
| BW   | Quellgebiet Schwarzes Floß                          | (51° 3′ 28,5″ N, 14° 17′ 25,7″ O)                          |                           |                                                                | SSZ 084 |
| BW   | Quellgebiet Schwarzes Floß                          | (51° 3′ 28,8″ N, 14° 17′ 20,1″ O)                          |                           |                                                                | SSZ 085 |
| BW   | Torfhütte                                           | (51° 3′ 53,9″ N, 14° 17′ 30″ O)                            |                           |                                                                | SSZ 086 |
| BW   | Moosborn                                            | (51° 3′ 51,6″ N, 14° 16′ 41,3″ O)                          |                           |                                                                | SSZ 087 |
| BW   | Angstberg                                           | (51° 3′ 47,5″ N, 14° 16′ 51,9″ O)                          |                           |                                                                | SSZ 088 |
| BW   | Nestelberg                                          | (51° 3′ 31,1″ N, 14° 16′ 46,3″ O)                          |                           |                                                                | SSZ 089 |
| BW   | Altbuchen am kleinen H-Weg                          | (51° 3′ 28,8″ N, 14° 16′ 36,1″ O)                          |                           |                                                                | SSZ 090 |
| BW   | Altbuchen am großen H-Weg                           | (51° 3′ 39,2″ N, 14° 16′ 39,1″ O)                          |                           |                                                                | SSZ 091 |
| BW   | Quarkquetsche                                       | (51° 3′ 40,5″ N, 14° 16′ 12,7″ O)                          |                           |                                                                | SSZ 092 |
| BW   | Bei der Lohe                                        | (51° 3′ 48,9″ N, 14° 16′ 19,4″ O)                          |                           |                                                                | SSZ 093 |
| BW   | Am Steinhorn im Hohen Birkigt                       | (51° 1′ 9,3″ N, 14° 9′ 23″ O)                              |                           |                                                                | SSZ 100 |
| BW   | Waldstück an der Staatsgrenze bei Rugiswalde        | Rugiswalde (51° 0′ 32,3″ N, 14° 15′ 34,8″ O)               |                           |                                                                | SSZ 104 |
| BW   | Rückersdorfer Feuchtgebiet                          | (51° 3′ 26,1″ N, 14° 9′ 39,6″ O)                           |                           |                                                                | SSZ 105 |
| BW   | Langburkersdorfer Bärwurzwiese                      | Langburkersdorf (51° 0′ 39,1″ N, 14° 15′ 41,5″ O)          |                           |                                                                | SSZ 123 |
| BW   | Rugiswalder Narzissenwiese                          | Rugiswalde (51° 0′ 6,6″ N, 14° 15′ 6,8″ O)                 |                           |                                                                | SSZ 124 |
| BW   | Treibteich bei Langburkersdorf                      | Langburkersdorf (51° 0′ 58,7″ N, 14° 14′ 15,5″ O)          |                           |                                                                | SSZ 131 |
| BW   | Steinrücken im Rugiswalder Sattel                   | (50° 59′ 44,4″ N, 14° 14′ 35,6″ O)                         |                           |                                                                | SSZ 138 |
| BW   | Steinrücken im Rugiswalder Sattel                   | (50° 59′ 44,4″ N, 14° 14′ 40,4″ O)                         |                           |                                                                | SSZ 138 |
| BW   | Steinrücken an der Alten Salzstraße bei Rugiswalde  | (50° 59′ 51,9″ N, 14° 14′ 51″ O)                           |                           |                                                                | SSZ 139 |
| BW   | Granitaufschluss im Lohetalbruch bei Berthelsdorf   | Berthelsdorf (51° 3′ 8,2″ N, 14° 14′ 22,1″ O)              |                           |                                                                | SSZ 143 |

Das Nummernschema des Landkreises unterscheidet
- Einzelnaturdenkmal = Kleinbuchstaben (ssz 001 Winterlinde in Neustadt; …)
- Flächennaturdenkmal = Großbuchstaben (SSZ 001 Erlpeterquelle Pirna; …)